# Szentlőrincváralja
Szentlőrincváralja (horvátul: Podgrađe) falu Horvátországban Vukovár-Szerém megyében. Közigazgatásilag Csótnémetihez tartozik.

## Fekvése
Vukovártól légvonalban 27, közúton 30 km-re délre, községközpontjától 4 km-re délre, a Nyugat-Szerémségben, a Báza (Bosut) bal partján fekszik.

## Története
A középkorban itt, a Báza partján állt Szentlőrinc vára, mely 1387-ben Mária királynő oklevelében „Zenthlerynth” alakban tűnik fel először, amikor a királynő a hűtlen Horvátiak birtokát a Garaiaknak adja. 1408-ban „Castrum S. Laurencii iuxta aquam Baza”, azaz a Báza melletti Szentlőrinc váraként szerepel. 1478-ban a Garaiak a birtokon a Szécsiekkel osztozkodnak. 1491-ben már a Ráskai Balázs kezén találjuk, aki ekkor a vingárti Gerébeknek adta cserébe a hasonló nevű, valamint Apáti és Szat városokkal együtt. Ezután „Castrum Zenthlewrinczwara” a Gerébeké volt még 1496-ban is. A vár alatti település a várjobbágyok faluja volt. A török 1526-ban, Valkóvár eleste után szállta meg és 1691-ig volt török uralom alatt.
A mai település a 18. század elején keletkezett Boszniából érkezett katolikus sokácok betelepülésével. Kamarai birtok volt, majd a vukovári uradalom része lett. A katonai határőrvidék megszervezésekor Mária Terézia rendelete alapján 1745-ben elhatárolták a katonai közigazgatás alá vont területeket. A falu a Péterváradi határőrezred katonai igazgatása alá került. Lakói a katonai igazgatás teljes megszüntetéséig határőrök voltak, akik 16 és 60 életévük között kötelezve voltak a császári hadseregben a katonai szolgálatra. Részt vettek a Habsburg Birodalom szinte valamennyi háborújában. A katonai közigazgatást 1873-ban megszüntették, majd területét 1881-ben Szerém vármegyéhez csatolták.
Az első katonai felmérés térképén „Podgradie” néven található. Lipszky János 1808-ban Budán kiadott repertóriumában „Podgradje” néven szerepel. Nagy Lajos 1829-ben kiadott művében „Podgradje” néven 87 házzal, 469 katolikus és 18 ortodox vallású lakossal találjuk.
A településnek 1857-ben 417, 1910-ben 722 lakosa volt. Szerém vármegye Vinkovcei járásához tartozott. Az 1910-es népszámlálás adatai szerint lakosságának 96,26%-a horvát, 1,10%-a szerb anyanyelvű volt. A település az első világháború után az új Szerb–Horvát–Szlovén Állam, majd később (1929-ben) Jugoszlávia része lett. 1941 és 1945 a Független Horvát Államhoz tartozott, majd a szocialista Jugoszlávia fennhatósága alá került. 1991-től a független Horvátország része. 1991-ben lakosságának 98,9%-a horvát nemzetiségű volt. A horvát függetlenségi háború idején a falut megszálló szerbek mindent leromboltak. A lakosság legnagyobb része elmenekült. A lakosság csak 1997-ben térhetett vissza a száműzetésből és kezdhetett hozzá a teljes újjáépítéshez. A falunak 2011-ben 371 lakosa volt.

## Népessége
| Lakosság változása | Lakosság változása | Lakosság változása | Lakosság változása | Lakosság változása | Lakosság változása | Lakosság változása | Lakosság változása | Lakosság változása | Lakosság változása | Lakosság változása | Lakosság változása | Lakosság változása | Lakosság változása | Lakosság változása | Lakosság változása |
| ------------------ | ------------------ | ------------------ | ------------------ | ------------------ | ------------------ | ------------------ | ------------------ | ------------------ | ------------------ | ------------------ | ------------------ | ------------------ | ------------------ | ------------------ | ------------------ |
| 1857               | 1869               | 1880               | 1890               | 1900               | 1910               | 1921               | 1931               | 1948               | 1953               | 1961               | 1971               | 1981               | 1991               | 2001               | 2011               |
| 417                | 486                | 540                | 682                | 754                | 722                | 826                | 863                | 885                | 932                | 918                | 777                | 631                | 546                | 486                | 371                |

## Gazdaság
A helyi gazdaság alapja hagyományosan a mezőgazdaság és az állattartás. 

## Nevezetességei
- Szent Simon tiszteletére szentelt római katolikus temploma 1829-ben épült. Hosszúsága 20 méter, szélessége 8 méter. A horvát függetlenségi háború idején a falut elfoglaló szerbek súlyosan megrongálták. A háború után teljesen újjá kellett építeni. A Szent Simon és Júdás Tádé apostolokat ábrázoló oltárképet Smiljan Popović akadémiai festőművész festette.
- Szentlőrinc vára

## Oktatás
A településen a csótnémeti általános iskola négyosztályos, alsó tagozatos területi iskolája működik. Az iskolaépület a templom mellett áll. A mai iskola a horvátországi háború után épült a lerombolt régi helyett. Két osztályterme, könyvtára, tanári szobája, konyhája, ebédlője és egyéb helyiségei vannak. Az iskola mellett egy tanítói lakás van, ahol az iskolatitkár lakik a családjával. A kisméretű iskolaudvart jó időben a testnevelés órákra használják. A 2019/2020-as tanévben az intézménynek 8 tanulója volt.

## Sport
Az NK Podgrađe labdarúgóklubot 1932-ben alapították. 1946-ban nevét FD Bratstvo-Jedinstvo Podgrađe névre változtatták. 1952 és 1991 között NK Bratstvo Podgrađe néven szerepelt. Ezt követően vette fel mai nevét. A csapat a megyei 3. ligában szerepel.